# تورقوویل
تورقوویل (به فرانسوی: Turqueville) یک کمون در فرانسه است که در Canton of Sainte-Mère-Église واقع شده‌است.

## خصوصیات
تورقوویل ۵٫۲۱ کیلومترمربع مساحت و ۱۳۵ نفر جمعیت دارد و ۱۱ متر بالاتر از سطح دریا واقع شده‌است.